# Miss Nicaragua 2018
La 36.ª edición de Miss Nicaragua, correspondiente al año 2018, se realizó el 24 de marzo de 2018 en el Teatro Nacional Rubén Darío. Al final del evento Berenice Quezada, Miss Nicaragua 2017 de El Rama coronó a su sucesora Adriana Paniagua de Chinandega quién representó  a la nación en Miss Universo 2018. El concurso fue transmitido en vivo por VosTV y con difusión simultánea en Televicentro.

## Candidatas Oficiales
12 candidatas compitieron en el certamen: 
| Departamento o Municipio | Candidata                      | Edad    | Profesión                                        |
| ------------------------ | ------------------------------ | ------- | ------------------------------------------------ |
| Bluefields               | Katherine Amanda Chavarría     | 21 años | Estudiante de Derecho                            |
| Camoapa                  | Yubelka Sándigo Salazar        | 24 años | Licenciada en Administración de Empresas         |
| Chinandega               | Adriana María Paniagua Cabrera | 22 años | Licenciada en Gestión Global                     |
| Corinto                  | Nayris Dávila                  | 18 años | Estudiante de Diseño de Modas                    |
| Granada                  | Sandra Cajina                  | 23 años | Estudiante de Administración de Empresas         |
| Jinotega                 | Dayrin Talavera                | 19 años | Bachiller en Ciencias y Letras                   |
| León                     | Alejandra Pereira              | 22 años | Licenciada en Negocios Internacionales           |
| Managua                  | Ingger Zepeda Solano           | 24 años | Licenciada en Derecho                            |
| Managua                  | Laura Ramírez Aguilar          | 22 años | Licenciada en Mercadeo                           |
| Managua                  | Omara Muñoz Matamoros          | 21 años | Licenciada en Administración de Empresas         |
| Muelle de los Bueyes     | Daniela Garzón                 | 22 años | Licenciada en Comunicación Social                |
| Villanueva               | Sara Belén Espinales           | 20 años | Estudiante de Ciencias Actuariales y Financieras |

## Resultados
| Resultado final     | Puesto de Candidatas            |
| ------------------- | ------------------------------- |
| Miss Nicaragua 2018 | Chinandega - Adriana Paniagua   |
| Primera Finalista   | Managua - Ingger Zepeda         |
| Segunda Finalista   | León - Alejandra Pereira        |
| Tercera Finalista   | Managua - Laura Ramírez Aguilar |
| Cuarta Finalista    | Villanueva - Belén Espinales    |

## Algunos datos relevantes cerca de las cantidatas
- Algunas de las delegadas del Miss Nicaragua 2018 han participado, o participarán, en otros certámenes internacionales de importancia:
  - Adriana Paniagua - fue Miss Teen Nicaragua 2011 y Miss Teen International 2011.
  - Katherine Chavarría -  fue Miss Nicaragua USA 2013 y Virreina del certamen Reina del Carnaval Alegría por la Vida 2014.

- Algunas de las delegadas nacieron o viven en otro país al que representarán, o bien, tienen un origen étnico distinto:
  - Adriana Paniagua nació en Estados Unidos.

## Sobre los departamentos en Miss Nicaragua 2018
- Camoapa, Corinto, Muelle de los Bueyes y Villanueva debutan este año en la competencia.
- León y Managua concursaron en la edición del año pasado.
- Jinotega no competía desde la 32.ª edición correspondiente al año 2014.
- Bluefields y Chinandega no competían desde la 33.ª edición correspondiente al año 2015.
- Granada no competía desde la 34.ª edición correspondiente al año 2016.